# Ulla Holm (sociolog)
 For alternative betydninger, se Ulla Holm. (Se også artikler, som begynder med Ulla Holm)
Ulla Holm er en dansk sociolog der fra tid til anden har bidraget til den danske debat.
Holm skabte opmærksomhed om sig da hun som specialestuderende på Sociologisk Institut på Københavns Universitet fik udgivet en kronik i Politiken i maj 2011 sammenlignede det nye nordisk køkken med facisme og nazisme.
Det hed blandt andet at der var "markante lighedspunkter mellem fascismen/nazismen og det nye
moderne avantgardistiske nordiske køkken, hvis ypperste repræsentant er Restaurant Noma",
— og det var en kronik der skabte reaktion og blev nævnt både nationalt og internationalt.
Siden har hun skrevet i blandt andet Dagbladet Information, Berlingske, Weekendavisen og igen i Politiken.
Det har været om så forskellige emner såsom det industrielle landbrug,
afrikansk slavehandel,
racisme
og sexchikane.